# Galezi americani

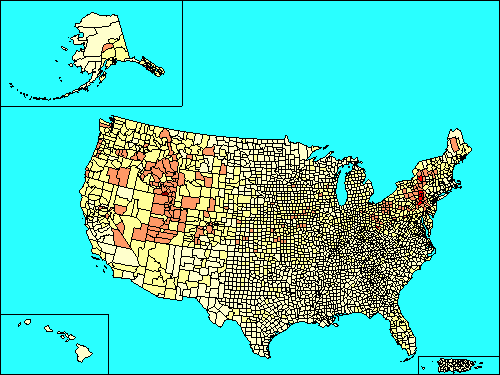
Galezii din SUA.

Galezii americani sunt locuitorii Statelor Unite ale Americii de origine completă sau parțială galeză.